# 긴코가아
긴코가아(Longnose gar)는 레피소스테우스과에 속하는 조기어류이다. 이 속은 약 1억 년 전부터 북아메리카 대륙에 존재해온 것으로 추정된다. 긴코가아를 비롯한 레피소스테우스과는 흔히 원시적인 형태의 경골어류로 언급되는데, 이는 이들이 나선형 장과 같은 원시적 특징을 유지하고 있기 때문이다. 하지만 완전히 발달하지 않았다는 의미에서 원시적이지는 않다.
긴코가아는 올리브빛 갈색에서 녹색에 이르는 어뢰형 몸체를 가지며, 단단한 원시형 비늘로 덮여 있다. 위턱 양쪽에는 뾰족하고 원뿔 모양의 날카로운 이빨이 일렬로 나 있으며, 위턱과 아래턱이 길게 돌출되어 주둥이 길이만 머리의 약 세 배에 달하는 바늘 같은 형태의 주둥이를 이룬다. 이 종은 보통 담수호, 강 하구의 기수 지역, 습지, 흐름이 느린 강과 개울의 지류 등에서 서식한다. 또한 긴코가아는 공기와 물 둘 다 호흡할 수 있는 능력을 갖고 있어, 산소 농도가 낮은 수중 환경에서도 생존이 가능하다.
긴코가아는 북아메리카와 중앙아메리카의 동해안을 따라 분포하며, 미국 내에서는 캔자스주, 텍사스주, 뉴멕시코주 남부까지 서쪽으로 범위가 확장된다. 이들은 레피소스테우스과에서 뉴멕시코주에서 발견되는 유일한 종이다. 긴코가아의 개체군은 안정적이며, 일부 지역에서는 서식 범위 내에서 풍부하게 자생하고 있다.

## 분포
긴코가아 속의 화석은 약 1억 년 전의 것으로 아프리카, 아시아, 유럽, 북아메리카, 남아메리카에서 발견되었다. 미국에서는 현대 종의 화석이 플라이스토세 시대까지 거슬러 올라가며, 캔자스주 미드군의 킹스다운층에서 발견되었고, 이는 어빙턴기에 해당한다.  긴코가아는 중앙아메리카, 쿠바, 북아메리카, 그리고 후벤투드섬에서 발견된다.
긴코가아는 미국 동부의 민물에서 자주 발견되지만, 일부 개체는 염분 농도가 31ppt까지 측정된 곳에서도 발견되었다. 이들의 미세 서식지는 쓰러진 나무, 바위 노출 지대, 그리고 식물군락 근처에서 형성된다.

## 생태학
긴코가아의 가장 흔한 먹이는 작은 물고기와 때때로 곤충과 작은 갑각류로, 주로 밤에 먹는다. 성체 긴코가아에 대한 대부분의 연구에서 다양한 종들이 식단의 대부분을 차지했으며, 주요 먹이는 지역마다 다르다. 텍사스주 호수에서는 특히 어린 긴코가아의 먹이로 내륙은띠색줄멸이 84%를 차지했으며, 낚시감은 식단의 1% 미만을 차지했다. 플로리다주에서는 주로 물고기로 구성되었으며, 전어, 황소머리메기, 작은 블루길이 특히 흔했다. 미주리주에서는 물고기가 식단의 98%를 차지했으며, 소형어류가 가장 흔한 먹이였다. 일부 호수에서는 성체 긴코가아가 많은 양의 붉은가슴우럭을 섭취할 수 있다. 미국청어는 해안 지역에서 주요 먹이원으로, 긴코가아는 이 먹이를 찾아 오후와 저녁 무렵 염분 농도가 높은 지역으로 이동하며, 이때 만 어귀나 습지 입구 쪽으로 향한다. 이후 아침이 되면 다시 염분 농도가 낮은 습지 안쪽으로 이동한다. 그들의 주요 경쟁자는 다른 레피소스테우스과이며, 때때로 큰 가아가 작은 가아를 잡아먹는 일이 일반적이다. 역사적으로, 아메리카 원주민들과 초기 식민지 주민들은 긴코가아를 주요 식량 자원으로 수확했다. 시간이 지나면서 긴코가아는 식량원보다는 낚시감 대상으로 더 인기를 끌었지만, 일부 사람들은 가아 고기를 진미로 여긴다. 성체 긴코가아는 자신이 서식하는 수중 환경에서 최상위 포식자로 간주되며, 포식자는 거의 없다. 이들을 사냥하는 몇 안 되는 포식자로는 인간과, 분포의 남부 지역에서는 미시시피악어가 있다. 긴코가아는 어린 시기에 가장 포식에 취약하며, 이때는 다른 레피소스테우스과, 더 큰 어류, 맹금류, 늑대거북, 물뱀 등에 의해 잡아먹힌다.

## 생애사
긴코가아의 일반적인 수명은 15~20년이며, 최대 보고 수명은 39년이다. 이러한 긴 수명 덕분에 암컷은 대체로 6세 전후에 성적으로 성숙하며, 수컷은 이보다 이른 2세 무렵에 성숙한다. 긴코가아는 성적 이형성을 보이며, 암컷이 수컷보다 체장, 체중, 지느러미 길이 모두에서 더 크다. 암컷 한 마리가 낳는 알의 수는 대체로 30,000개에 가까우며, 이는 암컷의 체중과 길이의 비율에 따라 달라진다. 몸집이 큰 암컷일수록 더 많은 알을 낳는다. 산란은 수온이 약 20 °C에 이르는 4월 말부터 7월 초 사이에 이루어진다. 알은 독성이 있는 점착성 외피를 가지고 있어 기질에 잘 달라붙도록 되어 있으며, 얕은 물의 자갈층, 바위 턱, 수생식물, 또는 작은입우럭의 둥지 위에 산란된다. 부화까지는 7~9일이 걸리며, 어린 긴코가아는 생애 첫 여름 동안 수생식물 속에 머물며 지낸다. 긴코가아는 일반적으로 71~122cm까지 자라며, 최대 길이는 약 1.8m, 체중은 25kg에 이른다.